# Hoplophoneus
Hoplophoneus és un gènere de mamífer extint de la família dels nimràvids. Visqué des de finals del període Eocè fins a finals del període Oligocè. En comparació amb Eusmilus, un altre nimràvid, tenia les dents canines proporcionalment més curtes, les dents carnisseres més petites i les altres dents postcanines més desenvolupades.